# Joe Patanelli
Joseph Mathew Patanelli, detto Joe (Elkhart, 18 settembre 1919 – Elkhart, 18 agosto 1998), è stato un cestista statunitense, professionista nella NBL e nella PBLA.

## Carriera
Giocò per due stagioni nella NBL, disputando complessivamente 40 partite con 2,3 punti di media.
Chiuse la carriera con i Kansas City Blues della PBLA.